# Gionni Galassia
Gionni Galassia è un personaggio dei fumetti ideato e disegnato da Jacovitti protagonista di una omonima storia a fumetti pubblicata negli anni cinquanta. Jacovitti aveva iniziato a collaborare dal 1956 per il quotidiano Il Giorno, per il cui supplemento, Il Giorno dei Ragazzi, inventa oltre a Cocco Bill anche altri personaggi fra cui Gionni Galassia, un giovane che sogna di diventare astronauta, protagonista di avventure di genere fantascientifico nello spazio, su Marte e a contatto con gli extraterrestri.

## Storia editoriale
Il personaggio è protagonista di una storia a fumetti in trenta tavole pubblicate per la prima volta sul settimanale Il Giorno dei Ragazzi dal n. 45 del 6 novembre 1958 al n. 22 del 28 maggio 1959. Compare anche nella storia Tom e Gionni, pubblicata sempre sullo stesso settimanale dal n. 7 del 16 febbraio 1961 al n. 33 del 24 agosto 1961

## Trama
La storia inizia in California, sul tetto di una casa della periferia di una cittadina qualunque, dove Gionni osserva con un cannocchiale una grossa bolla lucente con dentro una figura fornita di antenne sulla testa. Gionni Galassia, scende dal tetto per avvisare la popolazione dell'arrivo dei Marziani ma non viene creduto. Allora, dopo una notte tormenata, decide di verificare di persona cosa sia successo nella zona dove ha visto la bolla.
La storia continua su “Tom e Gionni” del 1961, dove il direttore della "Gazzetta di Mezza Sera" convoca il giornalista Tom Ficcanaso "perché un tizio a Springfellow ha visto un coso volante". Il giornalista si reca sul posto e incontra Gionni che vola a cavallo di una scopa che gli presenta Puft, possessore di una sfera volante dentro la quale viene fatto entrare. Dentro di essa Tom viene preso dal panico e tocca dei tasti che fanno dirigere la sfera verso lo spazio arrivando su un pianeta cubico che si scopre essere la Terra così come sarà trasformata tra centomila anni. Successivamente vengono catturati da altri esseri umani che spiegano loro che tutta l'umanità è stata resa schiava delle macchine e solo una minoranza di uomini è riuscita a salvarsi nascondendosi. Tom e Gionni potrebbero riuscono ad avvicinarsi alla macchina che mantiene in vita le macchine perché i robot non riescono a leggere nei loro cervelli di uomini del passato. Arrivati di fronte alla macchina abbassano però la leva sbagliata disintegrando così, oltre alla macchina, anche loro stessi. Riusciranno a salvarsi grazie al grande setaccio che li ricompone e tornano a casa, nel loro tempo, a bordo di macchina del tempo.